# فرودگاه آلاکانوک
فرودگاه آلاکانوک (به انگلیسی: Alakanuk Airport) یک فرودگاه همگانی با کد یاتا AUK است که یک باند فرود شن و خاک دارد و طول باند آن ۶۷۱ متر است. این فرودگاه در شهر آلاکانوک، آلاسکا کشور ایالات متحده آمریکا قرار دارد و در ارتفاع ۳ متری از سطح دریا واقع شده‌است.